# Synagoga Hercka Kaczki w Łodzi
Synagoga Hercka Kaczki w Łodzi – prywatny dom modlitwy znajdujący się w Łodzi przy ulicy Wolborskiej 18.
Synagoga została zbudowana w 1900 roku z inicjatywy Hercka Kaczki. Podczas II wojny światowej hitlerowcy zdewastowali synagogę.